# روجر يانغ
روجر يانغ (بالصينية: 楊培安) هو مغني وكاتب أغاني صيني، ولد في 5 يونيو 1971 في كاوهسيونغ في تايوان.

## وصلات خارجية
- روجر يانغ على موقع ميوزك برينز (الإنجليزية)
- روجر يانغ على موقع ديسكوغز (الإنجليزية)